# شلالات كايتيور
شلالات كايتيور (بالإنجليزية: Kaieteur Falls)‏ يصل ارتفاعها إلى حوالي 226 مترًا، وتصبُّ في نهر بوتارو الذي يخترق حديقة كايتير الوطنية في غيانا.

## السياحة
شلالات كياتور هي منطقة جذب سياحي رئيسية في غيانا. ويقع في حديقة كايتور الوطنية في وسط الغابات المطيرة في غيانا. يخدم الحديقة مطار كياتور الدولي ، على بعد حوالي 15 دقيقة سيرًا على الأقدام من أعلى شلالات كياتور، مع رحلات متكررة إلى مطار أوغلي ومطار شيدي جاغان الدولي في جورج تاون.

## معرض الصور

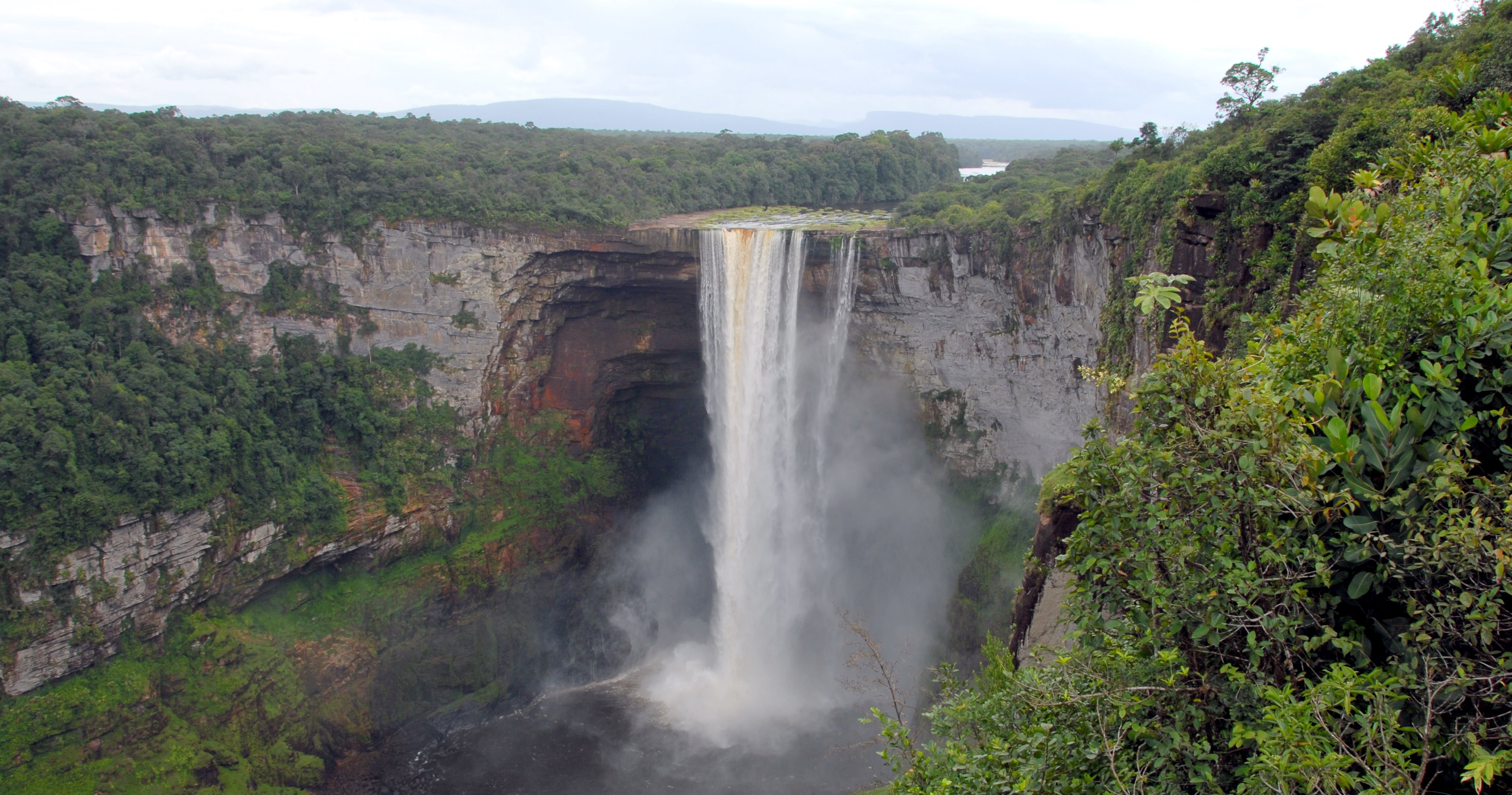
الشلالات في فبراالير 20
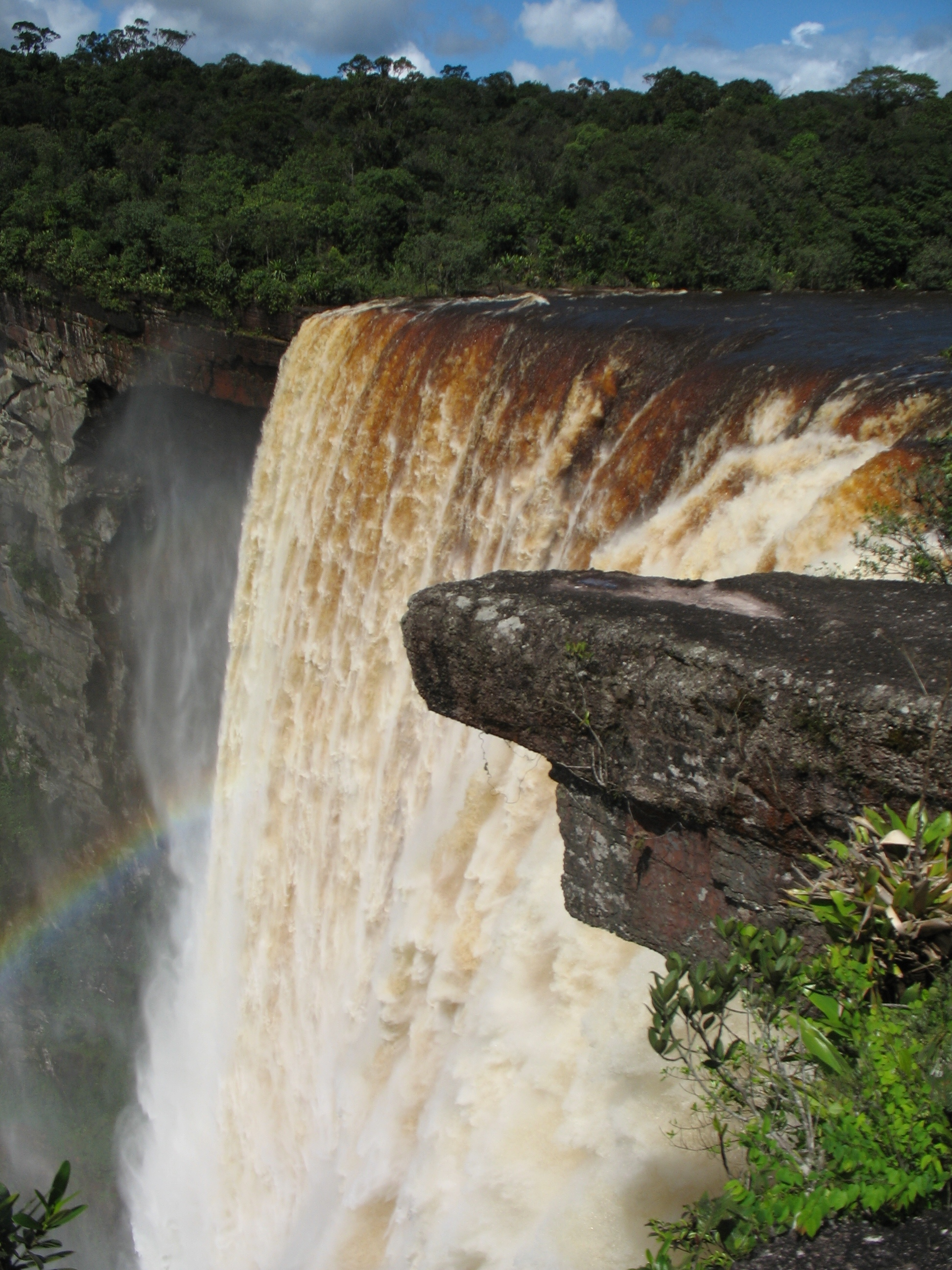
ش في غيانالالات كايتيور في سبتمبر 2007
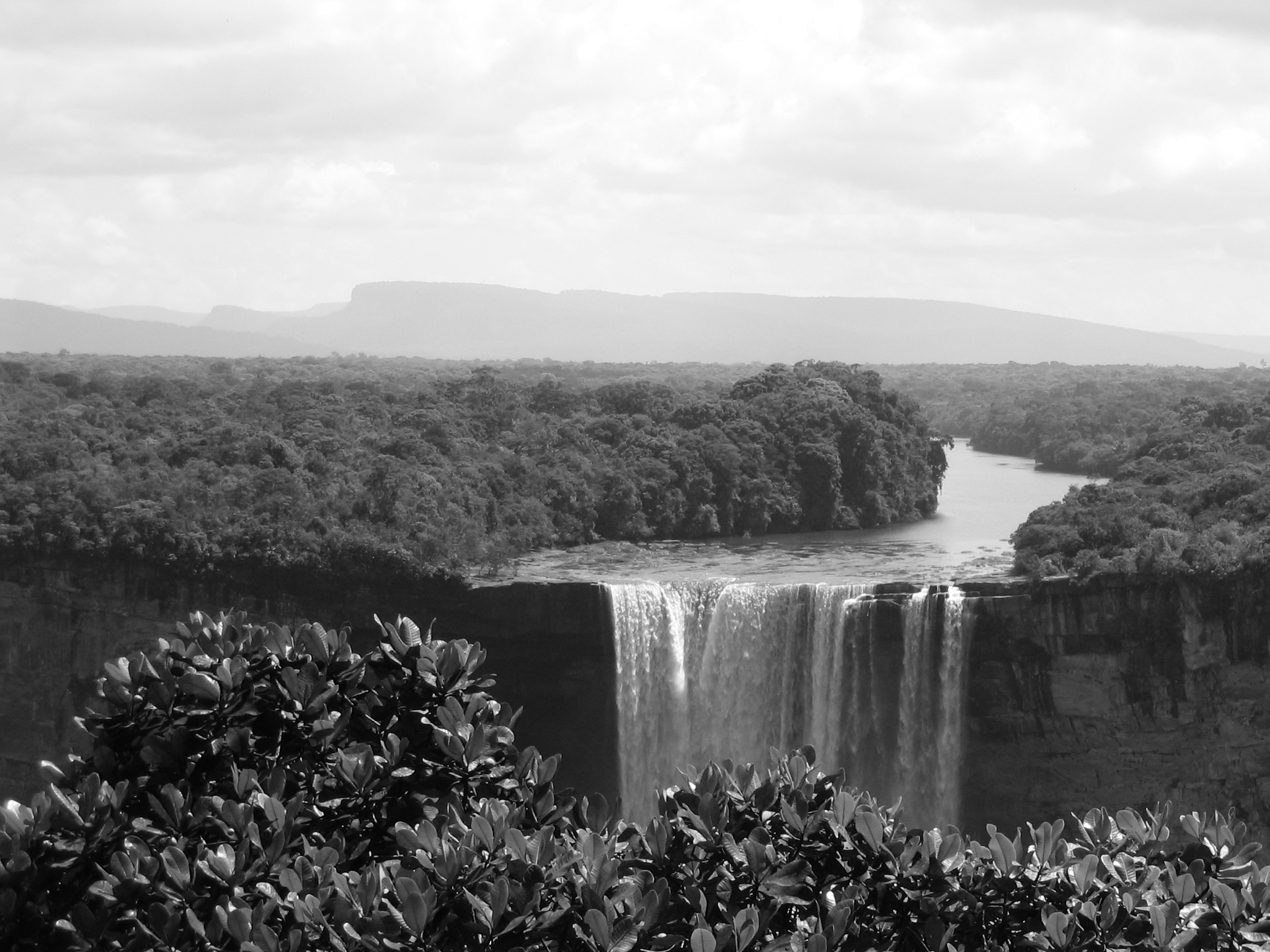
شلالات كايتيور 2006
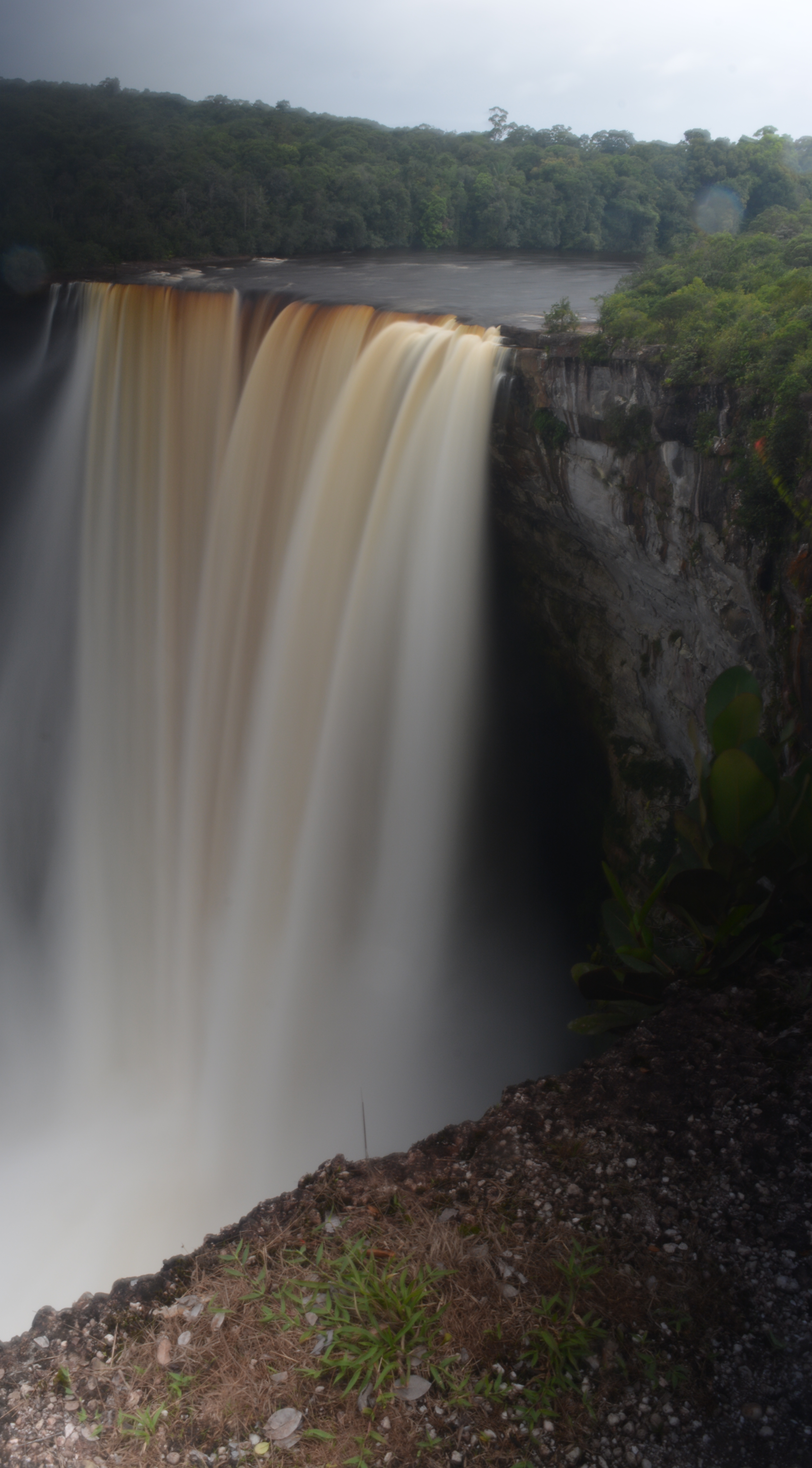
شلالات كايتيور ديسمبر 2018